# Enrico Franchini
Enrico Franchini (Alessandria, 2 novembre 1823 – Alessandria, 25 agosto 1887) è stato un militare italiano, decorato con la medaglia d'oro al valor militare a vivente e con la croce di Cavaliere dell'Ordine militare di Savoia.

## Biografia
Nacque ad Alessandria il 2 novembre 1823 all'interno di una famiglia agiata, figlio di Gaspare e Anna Maria Romagnoli.
Intraprese ancora giovanissimo la carriera militare entrando, all'età di 12 anni nella Regia Accademia Militare di Torino, ma a causa delle ristrettezze economiche della famiglia fu costretto a lasciare anzitempo gli studi. Nel 1848, allo scoppio della guerra con l'Austria re Carlo Alberto gli concesse di entrare a far parte dell'esercito piemontese con il grado di sottotenente, assegnato al 6º Reggimento fanteria "Aosta". Partecipò alle operazioni belliche, e nel 1849 passò, dietro sua richiesta, al corpo dei bersaglieri. Nel 1855, con il grado di luogotenente, prese parte alla spedizione in Crimea, agli ordini del generale Alfonso La Marmora, distinguendosi nella battaglia della Cernaia dove combatté nella 2ª Divisione comandata dal generale Ardingo Trotti, e ottenendo una menzione onorevole e la Medaglia britannica di Crimea inglese.
Nel 1859 prese parte alla seconda guerra d'indipendenza con il grado di capitano, comandando una compagnia in seno al 9º Battaglione bersaglieri, Brigata "Piemonte", inquadrata nella 2ª Divisione comandata dal generale Manfredo Fanti. Si distinse nel combattimento di Magenta e nella successiva battaglia di San Martino, e nel combattimento di Pozzolengo, ed al termine delle ostilità risultava decorato di due Medaglie d'argento al valor militare, ottenute il 4 giugno ed il 24 giugno 1859, e della Medaglia commemorativa francese. Proseguì nelle operazioni militari per l'unificazione della penisola italiana in territorio pontificio, dove si distinse il 17 settembre 1861 al comando di una Compagnia nella presa della rocca di Spoleto sotto il comando del generale Filippo Brignone, atto che gli valse la concessione della Croce di Cavaliere dell'Ordine militare di Savoia.
Promosso maggiore per meriti di guerra il 1º giugno 1861 assunse il comando del 1º battaglione bersaglieri, e fu a capo delle operazioni contro il brigantaggio nelle aree dell'ex Regno delle Due Sicilie, ottenendo grande successo a partire dall'8 dicembre 1861 quando catturò a Sante Marie il celebre generale catalano José Borjes, operazione che gli valse la concessione della Medaglia d'oro al valor militare. L'ufficiale catalano venne riconosciuto colpevole per cospirazione contro il Regio Esercito, per aver patteggiato con i briganti (soprattutto con Carmine Crocco) e per essere un inviato del re Francesco II. Come tale, venne successivamente fucilato presso Tagliacozzo insieme a diciassette suoi compagni per ordine dello stesso Franchini. L'esecuzione sommaria indignò mezza Europa, tra cui anche Victor Hugo, ed in Italia qualcuno insinuò che la sollecitudine a giustiziare i prigionieri era dovuta al tesoretto che il generale spagnolo aveva con sé e che l'ufficiale si sarebbe spartito con la guardia nazionale.
Nel 1866 prese parte anche alla terza guerra di indipendenza dove si meritò un'altra menzione onorevole per la condotta tenuta a Borgoforte tra il 5 e il 7 luglio 1866. Promosso tenente colonnello ritornò alla fanteria assumendo il comando del 29º Reggimento fanteria della Brigata "Pisa". Lasciò il servizio attivo ritirandosi nel 1873 dopo aver trascorso alcuni anni presso lo Stato maggiore del Corpo delle piazze. Morì ad Alessandria il 25 agosto 1887, venendo successivamente sepolto nel Famedio cittadino.